# Simple Organic
A Simple Organic é uma empresa de cosméticos brasileira, criada em 2017 pela empresária Patrícia Lima. A marca é conhecida por ser orgânica, vegana e sem crueldade animal, a matéria-prima é obtida através do manejo sustentável.

## História
Segundo a fundadora, a ideia da empresa veio pois sua filha pequena passava muito a mão em seu rosto com maquiagem que, por conter ingredientes químicos nos produtos, poderiam fazer mal à criança e, a partir disso, a empresária passou a procurar marcas de cosméticos orgânicos, mas as opções eram poucas e não a agradaram. Assim, após a identificação da carência no mercado e dois anos de pesquisas, Patrícia criou a Simple Organic.
A marca possui 100 produtos de cuidados para a pele e maquiagem em seu portfólio. Em setembro de 2020, a marca inaugurou uma operação digital nos Estados Unidos, com centro de distribuição no estado da Califórnia.